# 福地城
福地城（ふくちじょう）は、三重県伊賀市柘植字浦出にあった日本の城（丘城・城館）。

## 概要

### 城主
城主の福地氏は、平清盛の末裔を称した土豪で、柘植の有力な国人「柘植三方（日置氏・北村氏・福地氏）」を構成した氏族。祈願寺は長福寺（現・万寿寺）と推定され、本尊の地蔵菩薩像の内部から発見された南北朝時代の文書に「ふくちの御てら」とある。この文書には「やなき」という女性から「ふくちの御てらの了賢房」へ宛てた書状が含まれるが、了賢房はやなきの子で、いずれも福地氏の一族と推定される。福地氏は正長2年（1429年）に室町幕府から関氏の討伐を命じられており、この頃既に柘植を代表する国人に成長していたことが確認できる。天正9年（1581年）に織田信雄が伊賀国を攻めた天正伊賀の乱では、福地宗隆が織田方に味方して勢力を拡大したが、天正10年6月（1582年6月）に織田信長が没する（本能寺の変）と、伊賀衆の残党に裏切り者として攻められ、国外へ逃亡した。菊岡如幻の著した『伊水温故』は、福地氏の戦国時代の所領を1000石程としている。

### 構造
丘陵頂上の城郭と丘陵の裾の城郭に大きく分けられ、前者は詰城・後者は居館と推定される。大手門は石垣を用い、礎石の遺構から門扉の存在が確認される。大手門の両側には高さ3.5-4.8メートルの土塁があり、櫓の遺構と推測されている。丘陵頂上には11以上の郭が確認され、同心円状に配置されている。
現在、城跡は芭蕉公園として整備され、「伊賀の小屋組みの家」という懐石料理屋が営業している。

### 出土物
- 鍋
- 羽釜
- 皿
- 香炉
- 白磁碗
- 染付椀
- 染付皿
- 天目茶碗
- 捏鉢
- 摺鉢
- 深鉢
- 壺
- 甕